# 三輪宏
三輪 浩（みわ ひろし、1940年（昭和15年）9月2日 - ）は、日本のフィールドホッケー選手。1964年東京オリンピックで男子トーナメントに出場した。